# جويل روزنبرغ
جويل روزنبرغ (بالإنجليزية: Joel Rosenberg)‏ (1 مايو 1954، وينيبيغ في كندا - 2 يونيو 2011، منيابولس في الولايات المتحدة)؛ كاتب، مؤلف وروائي كندي.